# Balcó
|  | Per a altres significats, vegeu «Balcó (desambiguació)». |

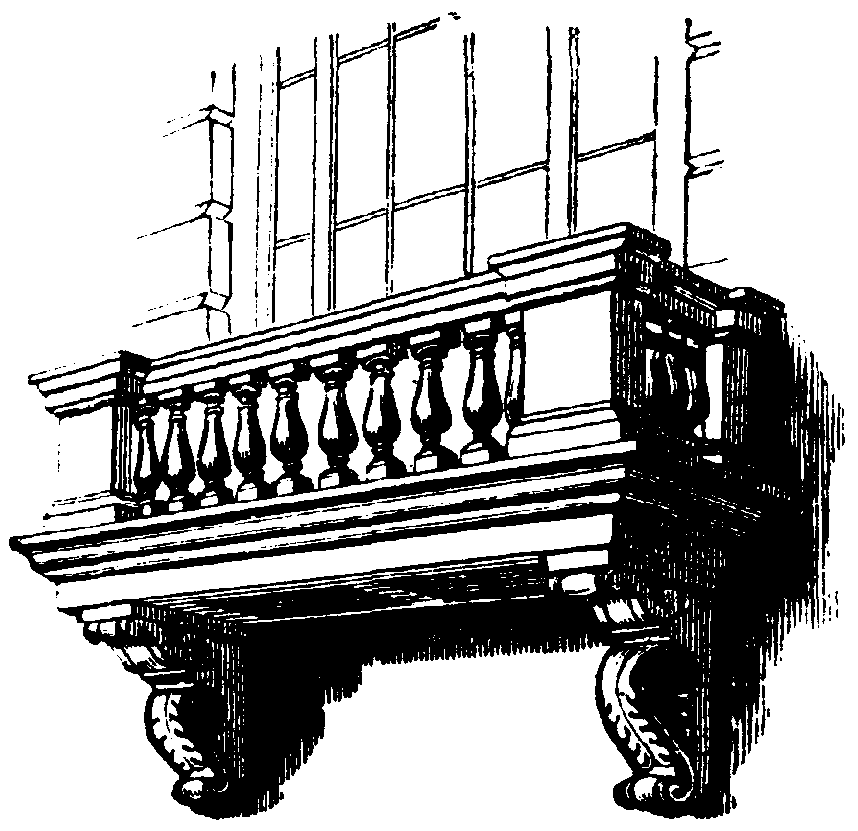
Un balcó amb balustrada

Un balcó (de l'italià balcone) és una plataforma que es projecta des de la paret a l'exterior d'un edifici, sostinguda per columnes o mènsules, i tancada mitjançant una balustrada o barana, que comunica amb l'interior de l'edifici per una o més obertures. Un balcó que s'allarga per tota la longitud de la façana és anomenat una balconada. A l'arquitectura d'alguns països freds europeus els balcons poden estar completament coberts de vidrieres o finestres, són els boínders.
Per a les festes majors i diades significatives és habitual col·locar banderes, domassos i penons als balcons de les cases, i diverses campanyes n'impulsen aquest ús, especialment per la Diada Nacional de Catalunya. També és tradicional de llegir els pregons de festa major des del balcó de l'ajuntament, des d'on se celebren així mateix els èxits esportius més rellevants.
Per analogia, també s'anomenen balcons altres espais que es projecten cap a l'exterior, com ara el Balcó del Mediterrani, un penya-segat davant la costa de Tarragona, així com, a la plataforma sortint dels ponts o a una part de l'auditori d'un teatre sobre el cercle de platea.

## Història
A les antigues cases gregues i romanes ja existien balcons en voladís que donaven al carrer o a l'atri. A Roma eren anomenats maeniana, en honor de Caius Maenius, cònsol que els va començar a instaurar. També es poden trobar a orient (Siria, Imperi Romà d'Orient) generalment sobre pòrtic o volats, sostenint una tribuna o mirador tancat amb gelosies. A l'edat mitjana s'utilitzaven habitualment, especialment en carrers estrets i ja a partir del segle xv comencen a desenvolupar-se amb un gran component artístic, sent construïdes fins i tot en els interiors de les esglésies. Durant els períodes posteriors, Renaixement, Barroc, Rococó i Neoclàssic, esdevé un important element decoratiu.

## Característiques
Els balcons poden ser de fusta o d'obra, alçar-se sobre arcades, carreus o formant cos amb el mur i, en general, estan compostos per ampit o barana i pis. Habitualment es construeix aprofitant els extrems sortints de les bigues amb una llosa de formigó sobre biguetes. Les baranes tenen formes molt variades sovint amb balustres o barrots de ferro o pedra.

## Tipus
Hi ha diversos tipus de balcons.
- La balcona o balcó llarg, que abasta diverses obertures d'un pis del mateix edifici.[2]
- El balcó de púlpit, rodó i amb un pis en forma d'anells volats.[2]
- El balcó de dibuix, amb la barana adornada amb greques, roleus i ornaments de ferro entrellaçats.[2]El balcó tradicional de Malta és un balcó tancat de fusta que sobresurt d'una paret.
- El balcó de Julieta o d'ampit no sobresurt de l'edifici.[2] Normalment forma part d'un pis superior, amb una barana només a la part davantera, com una petita loggia. Els balcons moderns de Julieta sovint comporten una barrera metàl·lica situada davant d'una finestra alta que es pot obrir. Els balcons de Julieta reben el nom de Juliet de Shakespeare, que, en les representacions tradicionals de l'obra Romeo i Julieta, és cortejada per Romeo mentre ella està al balcó, encara que l'obra en si, com està escrita, no fa cap referència a un balcó, sinó només a un balcó finestra on apareix Juliet. S'han utilitzat diversos tipus de balcons per representar aquesta famosa escena; no obstant això, el «balcó de Julieta»[3] de Villa Capuleti a Verona no és un «balcó de Julieta», ja que realment sobresurt de la paret de la vila (vegeu la fotografia a continuació).
- El balcó de Júlia és una versió lleugerament més gran del conegut balcó de Julieta, que sobresurt lleugerament de la paret, a diferència del petit balcó de Julieta, i que abasta almenys dues finestres en lloc d'una; Aquesta variació es va fer famosa per les nombroses adreces de Julian Assange a la premsa des del seu refugi a l'Ambaixada d'Equador, Londres.

## Funcions
De vegades, els balcons s'adapten a finalitats cerimonials, p. Ex. la de la Basílica de Sant Pere a Roma, quan el papa recentment elegit dona la benedicció urbi et orbi després del conclave. Dins de les esglésies, de vegades es proporcionen balcons per als cantants, i en sales de banquets i altres per als músics.

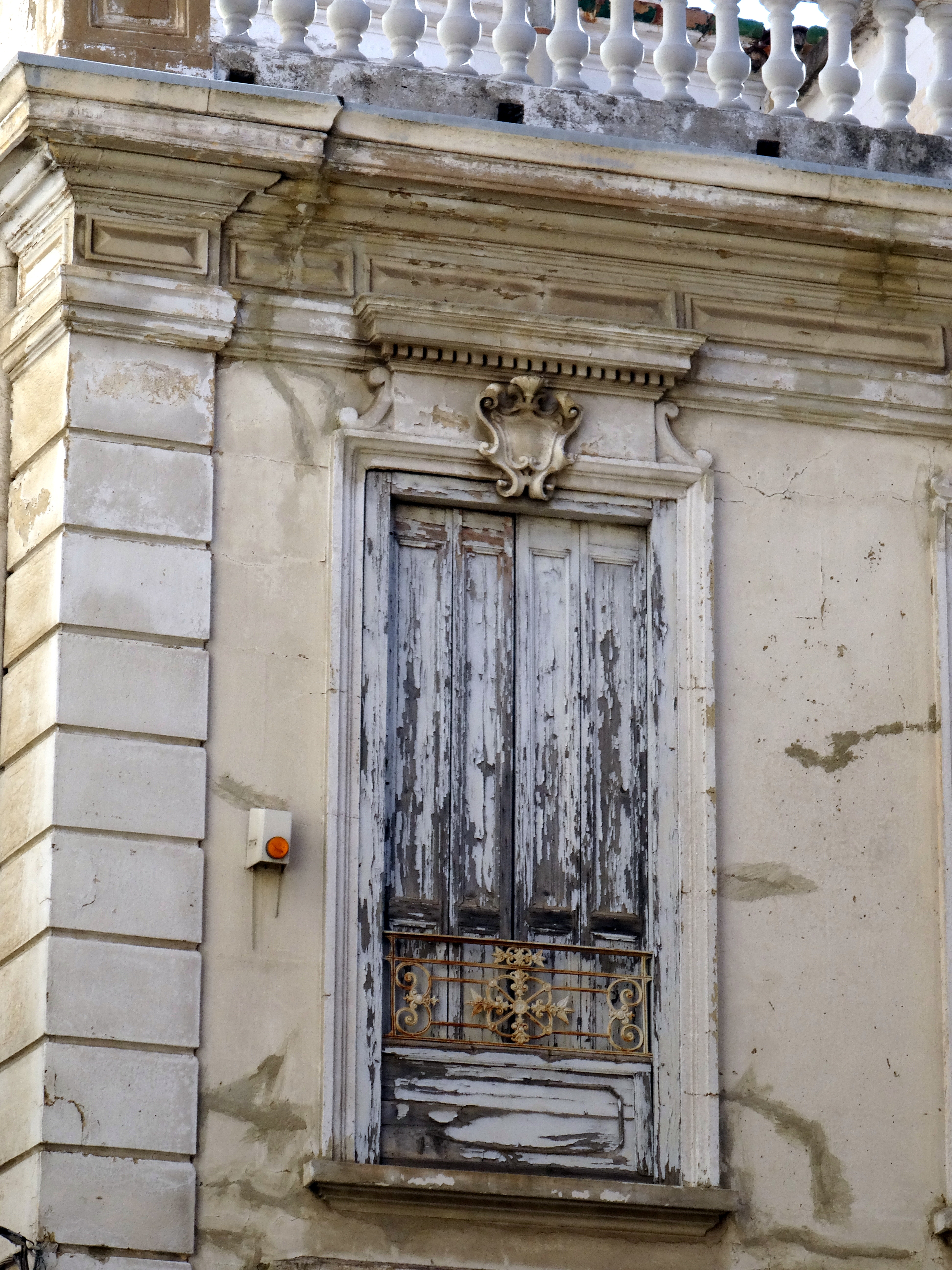
Balcó fals a la ciutat antiga de Perpinyà, Rosselló

Una unitat amb balcó regular tindrà unes portes que s'obren a un petit pati amb baranes, un jardí de pati o un pati de Skyrise. En realitat, un balcó francès és un fals balcó, amb portes obertes a una barana amb vista sobre el pati o el paisatge que l'envolta a continuació.
Als teatres, el balcó era anteriorment un escenari, però el nom sol estar confinat a la part de l'auditori sobre el cercle de vestits i sota la galeria. Els balcons formen part de la forma escultòrica de l'edifici que permet façanes irregulars sense costos d'estructures internes irregulars.